# Akkasaari (ö i Hankasalmi)
Akkasaari är en liten ö i Hankavesisjön i Finland. Den ligger i sjön Hankavesi och i kommunen Hankasalmi i den ekonomiska regionen  Jyväskylä  och landskapet Mellersta Finland, i den centrala delen av landet, 260 km norr om huvudstaden Helsingfors. Öns area är 1,1 hektar och dess största längd är 240 meter i nord-sydlig riktning.